# Pseudoneureclipsis anakdua
Pseudoneureclipsis anakdua är en nattsländeart som beskrevs av Malicky 1995. Pseudoneureclipsis anakdua ingår i släktet Pseudoneureclipsis och familjen fångstnätnattsländor. Inga underarter finns listade i Catalogue of Life.